# シラドーパ
シラドーパ(Ciladopa)は、ドーパミンと類似した化学構造を持つドーパミン受容体作動薬である。抗パーキンソン病薬として研究されていたが、齧歯類で発がん性が見られたため中止された。